# Billie Jean King Cup 2020-2021 Zona Asia/Oceania Gruppo II - Pool A (Wellington)
Il Pool A (Wellignton) della Zona Asia/Oceania Gruppo II nella Billie Jean King Cup 2020-2021 è uno dei quattro pool (gironi) in cui è suddiviso il Gruppo II della zona Asia-Oceania.
|   | Pool A (Wellington) | Nuova Zelanda (bandiera) | Pakistan (bandiera) | Mongolia (bandiera) | Singapore (bandiera) |
| 1 | Nuova Zelanda (3–0) |                          | 3–0                 | 3–0                 | 3–0                  |
| 2 | Pakistan (2–1)      | 0–3                      |                     | 2–1                 | 2–1                  |
| 3 | Mongolia (1–2)      | 0–3                      | 1–2                 |                     | 2–1                  |
| 4 | Singapore (0–3)     | 0–3                      | 1–2                 | 1–2                 |                      |

## Primo giorno
| Pakistan 2 | Renouf Tennis Centre, Wellington, Nuova Zelanda 4 febbraio 2020 Cemento | Renouf Tennis Centre, Wellington, Nuova Zelanda 4 febbraio 2020 Cemento | Mongolia 1 |     |   |  |
| \| \| \| \| 1 \| 2 \| 3 \| \| \| - \| \| ----------------------------------------------------------------- \| --- \| --- \| - \| \| \| 1 \| \| Mahin Qureshi Erdenesuren Erdenebat \| 3 6 \| 1 6 \| \| \| \| 2 \| \| Ushna Suhail Jargal Altansarnai \| 6 3 \| 6 0 \| \| \| \| 3 \| \| Mahin Qureshi / Ushna Suhail Shinejargal Battur / Bolor Enkhbayar \| 6 3 \| 6 3 \| \| \| |                                                                         |                                                                         |            |     |   |  |
| |                                                                         |                                                                         | 1          | 2   | 3 |  |
| 1 | Pakistan (bandiera) · Mongolia (bandiera)                               | Mahin Qureshi Erdenesuren Erdenebat                                     | 3 6        | 1 6 |   |  |
| 2 | Pakistan (bandiera) · Mongolia (bandiera)                               | Ushna Suhail Jargal Altansarnai                                         | 6 3        | 6 0 |   |  |
| 3 | Pakistan (bandiera) · Mongolia (bandiera)                               | Mahin Qureshi / Ushna Suhail Shinejargal Battur / Bolor Enkhbayar       | 6 3        | 6 3 |   |  |

## Secondo giorno
| Singapore 1 | Renouf Tennis Centre, Wellington, Nuova Zelanda 5 febbraio 2020 Cemento | Renouf Tennis Centre, Wellington, Nuova Zelanda 5 febbraio 2020 Cemento | Pakistan 2 |     |   |  |
| \| \| \| \| 1 \| 2 \| 3 \| \| \| - \| \| ------------------------------------------------------------- \| --- \| --- \| - \| \| \| 1 \| \| Sarah Pang Ushna Suhail \| 0 6 \| 0 6 \| \| \| \| 2 \| \| Izabella Tan Hui-xin Sarah Mahboob Khan \| 6 2 \| 6 1 \| \| \| \| 3 \| \| Tammy Tan / Izabella Tan Hui-xin Mahin Qureshi / Ushna Suhail \| 1 6 \| 1 6 \| \| \| |                                                                         |                                                                         |            |     |   |  |
| |                                                                         |                                                                         | 1          | 2   | 3 |  |
| 1 | Singapore (bandiera) · Pakistan (bandiera)                              | Sarah Pang Ushna Suhail                                                 | 0 6        | 0 6 |   |  |
| 2 | Singapore (bandiera) · Pakistan (bandiera)                              | Izabella Tan Hui-xin Sarah Mahboob Khan                                 | 6 2        | 6 1 |   |  |
| 3 | Singapore (bandiera) · Pakistan (bandiera)                              | Tammy Tan / Izabella Tan Hui-xin Mahin Qureshi / Ushna Suhail           | 1 6        | 1 6 |   |  |

| Nuova Zelanda 3 | Renouf Tennis Centre, Wellington, Nuova Zelanda 5 febbraio 2020 Cemento | Renouf Tennis Centre, Wellington, Nuova Zelanda 5 febbraio 2020 Cemento | Mongolia 0 |     |   |  |
| \| \| \| \| 1 \| 2 \| 3 \| \| \| - \| \| --------------------------------------------------------------------- \| --- \| --- \| - \| \| \| 1 \| \| Valentina Ivanov Bolor Enkhbayar \| 6 0 \| 6 0 \| \| \| \| 2 \| \| Emily Fanning Erdenesuren Erdenebat \| 6 1 \| 6 0 \| \| \| \| 3 \| \| Erin Routliffe / Kelly Southwood Jargal Altansarnai / Bolor Enkhbayar \| 6 2 \| 6 1 \| \| \| |                                                                         |                                                                         |            |     |   |  |
| |                                                                         |                                                                         | 1          | 2   | 3 |  |
| 1 | Nuova Zelanda (bandiera) · Mongolia (bandiera)                          | Valentina Ivanov Bolor Enkhbayar                                        | 6 0        | 6 0 |   |  |
| 2 | Nuova Zelanda (bandiera) · Mongolia (bandiera)                          | Emily Fanning Erdenesuren Erdenebat                                     | 6 1        | 6 0 |   |  |
| 3 | Nuova Zelanda (bandiera) · Mongolia (bandiera)                          | Erin Routliffe / Kelly Southwood Jargal Altansarnai / Bolor Enkhbayar   | 6 2        | 6 1 |   |  |

## Terzo giorno
| Singapore 1 | Renouf Tennis Centre, Wellington, Nuova Zelanda 6 febbraio 2020 Cemento | Renouf Tennis Centre, Wellington, Nuova Zelanda 6 febbraio 2020 Cemento   | Mongolia 2 |     |      |  |
| \| \| \| \| 1 \| 2 \| 3 \| \| \| - \| \| ------------------------------------------------------------------------- \| --- \| --- \| ---- \| \| \| 1 \| \| Izabella Tan Hui-xin Erdenesuren Erdenebat \| 6 1 \| 7 5 \| \| \| \| 2 \| \| Tammy Tan Jargal Altansarnai \| 2 6 \| 2 6 \| \| \| \| 3 \| \| Sarah Pang / Izabella Tan Hui-xin Bolor Enkhbayar / Erdenesuren Erdenebat \| 1 6 \| 6 3 \| 64 7 \| \| |                                                                         |                                                                           |            |     |      |  |
| |                                                                         |                                                                           | 1          | 2   | 3    |  |
| 1 | Singapore (bandiera) · Mongolia (bandiera)                              | Izabella Tan Hui-xin Erdenesuren Erdenebat                                | 6 1        | 7 5 |      |  |
| 2 | Singapore (bandiera) · Mongolia (bandiera)                              | Tammy Tan Jargal Altansarnai                                              | 2 6        | 2 6 |      |  |
| 3 | Singapore (bandiera) · Mongolia (bandiera)                              | Sarah Pang / Izabella Tan Hui-xin Bolor Enkhbayar / Erdenesuren Erdenebat | 1 6        | 6 3 | 64 7 |  |

| Nuova Zelanda 3 | Renouf Tennis Centre, Wellington, Nuova Zelanda 6 febbraio 2020 Cemento | Renouf Tennis Centre, Wellington, Nuova Zelanda 6 febbraio 2020 Cemento | Pakistan 0 |     |   |  |
| \| \| \| \| 1 \| 2 \| 3 \| \| \| - \| \| -------------------------------------------------------------- \| --- \| --- \| - \| \| \| 1 \| \| Emily Fanning Mahin Qureshi \| 6 0 \| 6 2 \| \| \| \| 2 \| \| Paige Hourigan Sarah Mahboob Khan \| 6 2 \| 6 0 \| \| \| \| 3 \| \| Valentina Ivanov / Erin Routliffe Mahin Qureshi / Ushna Suhail \| 6 1 \| 6 0 \| \| \| |                                                                         |                                                                         |            |     |   |  |
| |                                                                         |                                                                         | 1          | 2   | 3 |  |
| 1 | Nuova Zelanda (bandiera) · Pakistan (bandiera)                          | Emily Fanning Mahin Qureshi                                             | 6 0        | 6 2 |   |  |
| 2 | Nuova Zelanda (bandiera) · Pakistan (bandiera)                          | Paige Hourigan Sarah Mahboob Khan                                       | 6 2        | 6 0 |   |  |
| 3 | Nuova Zelanda (bandiera) · Pakistan (bandiera)                          | Valentina Ivanov / Erin Routliffe Mahin Qureshi / Ushna Suhail          | 6 1        | 6 0 |   |  |

## Quarto giorno
| Singapore 0 | Renouf Tennis Centre, Wellington, Nuova Zelanda 7 febbraio 2020 Cemento | Renouf Tennis Centre, Wellington, Nuova Zelanda 7 febbraio 2020 Cemento | Nuova Zelanda 3 |     |   |  |
| \| \| \| \| 1 \| 2 \| 3 \| \| \| - \| \| ----------------------------------------------------- \| --- \| --- \| - \| \| \| 1 \| \| Sarah Pang Valentina Ivanov \| 1 6 \| 1 6 \| \| \| \| 2 \| \| Izabella Tan Hui-xin Paige Hourigan \| 1 6 \| 1 6 \| \| \| \| 3 \| \| Sarah Pang / Tammy Tan Emily Fanning / Erin Routliffe \| 0 6 \| 0 6 \| \| \| |                                                                         |                                                                         |                 |     |   |  |
| |                                                                         |                                                                         | 1               | 2   | 3 |  |
| 1 | Singapore (bandiera) · Nuova Zelanda (bandiera)                         | Sarah Pang Valentina Ivanov                                             | 1 6             | 1 6 |   |  |
| 2 | Singapore (bandiera) · Nuova Zelanda (bandiera)                         | Izabella Tan Hui-xin Paige Hourigan                                     | 1 6             | 1 6 |   |  |
| 3 | Singapore (bandiera) · Nuova Zelanda (bandiera)                         | Sarah Pang / Tammy Tan Emily Fanning / Erin Routliffe                   | 0 6             | 0 6 |   |  |